# Ugly (2017)

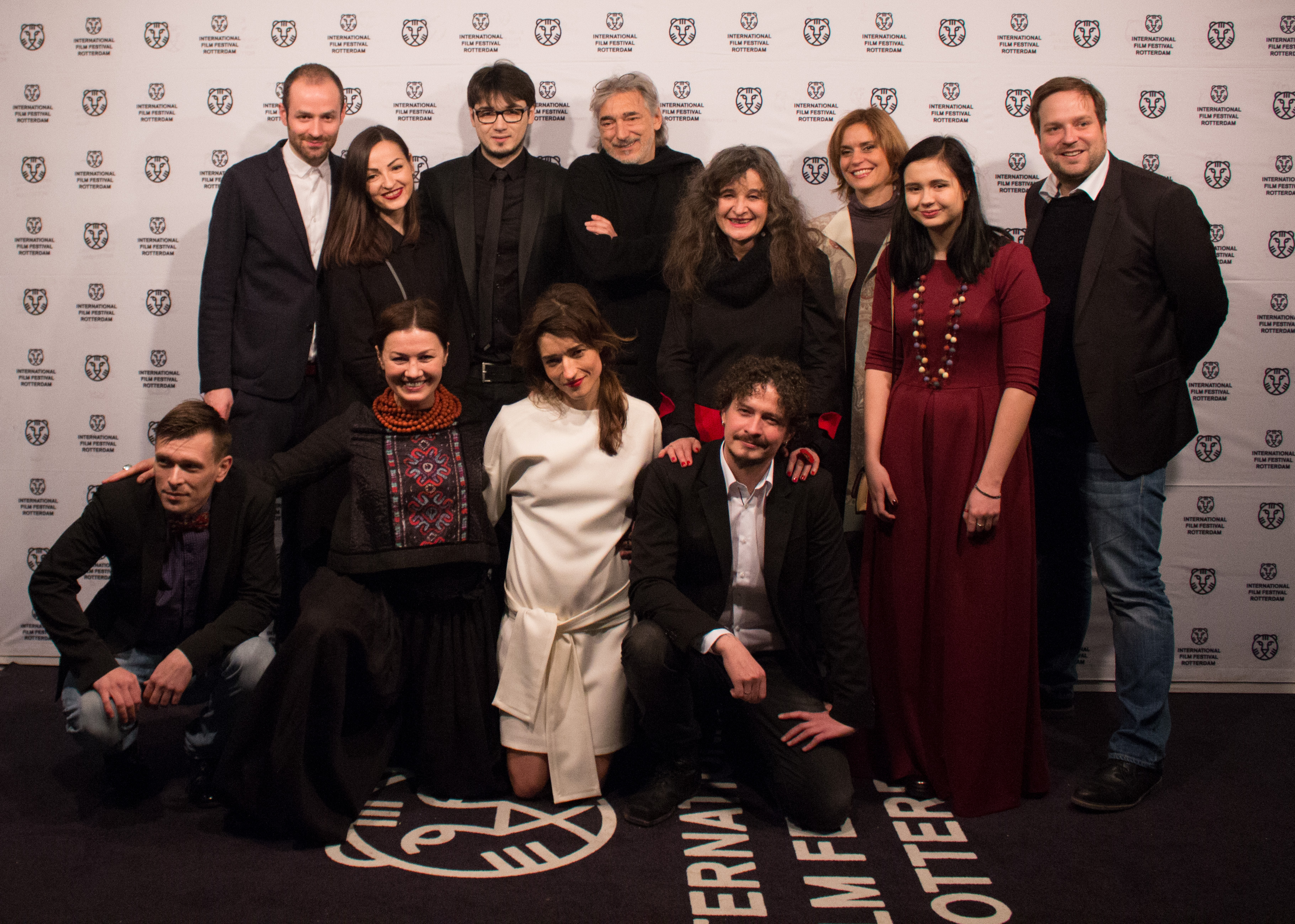
Besetzung und Stab des Filmes auf dem International Film Festival Rotterdam 2017

Ugly ist eine österreichisch-ukrainische Koproduktion von Juri Rechinsky aus dem Jahr 2017. Die Premiere des Spielfilmes erfolgte am 30. Jänner 2017 im Rahmen des International Film Festival Rotterdam in der Sektion Bright Future. In Österreich wurde der Film im März 2017 auf der Diagonale in Graz gezeigt. Der Kinostart erfolgte in Österreich am 2. März 2018.

## Handlung
Der Film erzählt die Geschichte der Österreicherin Hanna und des Ukrainers Jura sowie deren Familien. Nach einem Autounfall liegt Hanna in einem ukrainischen Krankenhaus und kämpft ums Überleben, ihr Freund Jura muss hilflos dabei zusehen. Ihre in Wien lebende Mutter Martha ist an Alzheimer erkrankt, Marthas Mann Josef versucht sie zu unterstützen so gut es geht. Der Film ist eine Momentaufnahme über Österreich und die Ukraine und die unterschiedlichen Mentalitäten, über das menschliche Leiden und über Beziehungen im Alltag.

## Produktion
Die Dreharbeiten fanden von Februar bis Mai 2014 statt, gedreht wurde in Österreich und der Ukraine. Unterstützt wurde der Film vom Österreichischen Filminstitut, Filmstandort Austria und der Ukrainian State Film Agency, beteiligt war der ORF. Produziert wurde der Film von der österreichischen Novotny & Novotny Film, Koproduzent war die ukrainische Pronto Film sowie die Ulrich Seidl Filmproduktion.
Für das Szenenbild zeichnete Conrad Moritz Reinhardt verantwortlich, für das Kostümbild Oksana Melnychuk, für den Ton Andrii Rogachov und Klaus Kellermann und für die Maske Wiltrud Derschmidt und Sam Dopona. Bei diesem Film handelt es sich um das Spielfilm-Debüt des aus der Ukraine stammenden und in Wien lebenden Regisseurs Juri Rechinsky, nach seinem Dokumentarfilm Sickfuckpeople (2013).

## Auszeichnungen
- 2017: Diagonale-Preis Bildgestaltung Beste Bildgestaltung Spielfilm[3]

## Rezeption
Die Tageszeitung Der Standard schrieb, dass Rechinsky ein kompromissloses Spielfilmdebüt vorgelegt hätte. Ugly sei „ein Film, auf dessen Radikalität man sich einlassen muss, belohnt wird man mit ungeheuerlichen Bildern wie jenem, in dem ein apokalyptischer Sturm über ein Getreidefeld hereinbricht.“ „Wer dem österreichischen Spielfilm mangelnde Radikalität nachsagt, dem sei der Besuch eines ganz besonderen Films angeraten. Ugly heißt das verstörende Debüt von Juri Rechinsky, mit dem der […] Filmemacher eindrucksvoll den Gegenbeweis antritt. Hässlich ist in diesem Film dennoch nichts, aber schön sehr vieles. […] In Ugly ist jedes Bild eine kunstvoll inszenierte und doch rohe Momentaufnahme […]. Tatsächlich fühlt man sich an das Gewaltkino Lars von Triers erinnert.“
Die Diagonale-Jury begründete die Auszeichnung für die beste Bildgestaltung Spielfilm mit: „In einem fragmentarischen Film mit wenigen Dialogen, in dem vieles nicht ausgesprochen wird, übernimmt die Bildsprache einen wichtigen Teil der Erzählung. […] Durch die Symbiose von spontanen und unverkitschten, gleichzeitig aber auch hochgradig komponierten Bildern entwickelt der Film einen regelrechten Sog, dem man sich schwer entziehen kann. Durch die Vielfalt der Sujets, Lichtstimmungen und Kompositionen und die immer wieder überraschenden neuen Blickwinkel ist der Film trotz seiner ruhigen Erzählweise immer in Bewegung.“
Die Tiroler Tageszeitung befand: „Ugly ist ein langsames, oft quälendes, mit grandiosen Bildern […] erzähltes Stück Kino. Übrig bleibt aber nur […]: Das Schicksal setzt den Hobel an.“